# Коробовщинская (платформа)
Коробовщинская (также - Карабовщинская) — остановочный пункт / пассажирская платформа однопутной неэлектрифицированной линии Бельково-Иваново Ярославского региона Северной железной дороги, расположен в поселке Коробовщинский Раздольевского сельского поселения Кольчугинского района Владимирской области.
Остановочный пункт имеет одну боковую низкую платформу. Турникетов, вокзала и касс нет. Посадка и высадка пассажиров на (из) поезда пригородного и местного сообщения. Прием и выдача багажа не производятся.

## Пассажирское сообщение
Поезда дальнего следования на платформе не останавливаются. На платформе имеет остановку пригородный поезд рельсовый автобус Иваново — Александров. По состоянию на май 2019 года — 1 пара поездов в сутки ежедневно; время движения от станции Александров составляет 1 час 14 минут (по отдельным летним дням в расписании - 1 час 45 минут), до Александрова - 1 час 9 минут, от станции Иваново - 3 часа 58 минут, до станции Иваново - 3 часа 7 минут ежедневно (3 часа 10 минут по отдельным летним дням в расписании).
- Расписание пригородных поездов. Яндекс.Расписания.

## Ближайшие населенные пункты
Платформа Коробовщинская расположена в одноименном поселке, к западу от платформы проходит переезд дороги, отходящей от трассы 17К-9 на юг в деревни Раздольевского сельского поселения Кольчугинского района. В 2 км. к югу от платформы по данной автодороге расположена деревня Воронцово, в 4 км к югу от платформы по автодороге расположена деревня Новофетинино , в 6 км. к югу от платформы по автодороге расположена деревня Мильтино.